# Haeromys minahassae
Haeromys minahassae — вид гризунів родини мишевих (Muridae). Зустрічається тільки на острові Сулавесі (Індонезія).

## Морфологічна характеристика
Це дрібний гризун, довжина голови і тулуба від 65 до 74 мм, довжина хвоста від 97 до 123 мм, довжина лапи від 15 до 17 мм, довжина вуха від 12 до 15 мм. На вигляд дуже схожий на Haeromys margarettae. Верхня частина тіла червонувато-бура, а черевна частина і задня частина ніг білі. Хвіст набагато довший за голову й тулуб.

## Поведінка
Це деревний вид. Харчується фруктами.